# 吳政安
吳政安（筆名：Second，1984年—），台灣插畫創作家。生於台北，實踐大學媒體傳達設計學系及時尚與媒體設計研究所畢業，創造出「爽爽貓」贴图角色。

## 生平
於2013年成立爽爽貓粉絲專頁。對他影響很大的老師是曲家瑞。

## 創作
於2015年加入華研國際音樂底下的文創經紀。並參與了臺灣桃園國際機場的『愛．擁抱』為主題的文創藝術節。

## 撰寫書籍
- . 尖端. 2015. ISBN 9789571060163 （中文（繁體））.

- . 尖端. 2017. ISBN 9789571072234 （中文（繁體））.

## 外部連結
- 爽爽貓 by Second的Facebook專頁